# Cyclosomus
Cyclosomus is een geslacht van kevers uit de familie van de loopkevers (Carabidae). De wetenschappelijke naam van het geslacht is voor het eerst geldig gepubliceerd in 1829 door Latreille.

## Soorten
Het geslacht Cyclosomus omvat de volgende soorten:
- Cyclosomus basalis Kolbe, 1897
- Cyclosomus buquetii Dejean, 1831
- Cyclosomus collarti Burgeon, 1931
- Cyclosomus equestris Boheman, 1848
- Cyclosomus flexuosus (Fabricius, 1775)
- Cyclosomus inustus Andrewes, 1924
- Cyclosomus madecassus Fairmaire, 1898
- Cyclosomus philippinus Heller, 1923
- Cyclosomus rousseaui Dupuis, 1912
- Cyclosomus rugifrons Jeannel, 1949
- Cyclosomus somalicus Alluaud, 1935
- Cyclosomus sumatrensis Bouchard, 1903
- Cyclosomus suturalis (Wiedemann, 1819)